# Stegodyphus lineatus
Stegodyphus lineatus is een spinnensoort uit de familie van de fluweelspinnen (Eresidae). De wetenschappelijke naam van de soort werd in 1817 als Eresus lineatus gepubliceerd door Pierre André Latreille.
De vrouwtjes worden 10 tot 15 mm groot, de mannetjes worden 8 tot 12 mm. De spin heeft meestal een witgrijze kleur, maar ook bijna wit tot geelbruin tot zwart komen voor. Deze soort vormt kolonies. Maakt hetzelfde soort web als de nauw verwante nachtkaardespinnen. Het web, met een spanwijdte van 20 cm, wordt opgehangen in lage doornstruiken. Het opent in een lange vangbuis, waar de spin in zit. Komt voor in Europa tot Centraal-Azië.